# Veuve Clicquot

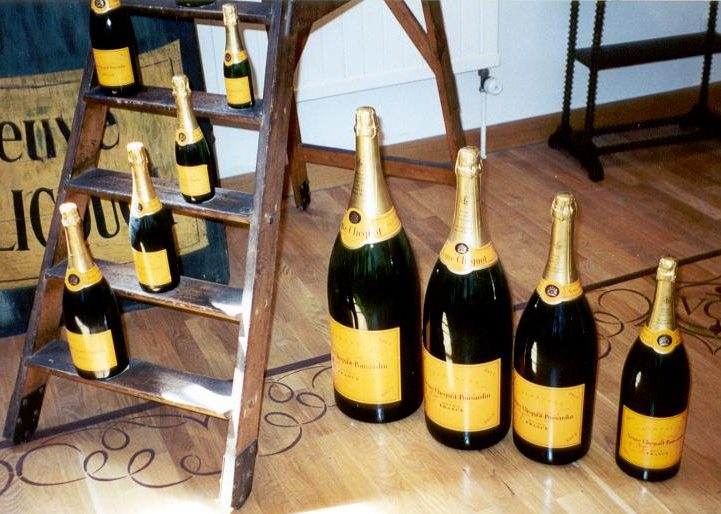
Olika flaskstorlekar på Veuve Clicquot, med den karaktäristiska gula etiketten som gett upphov till smeknamnet "Gula Änkan".

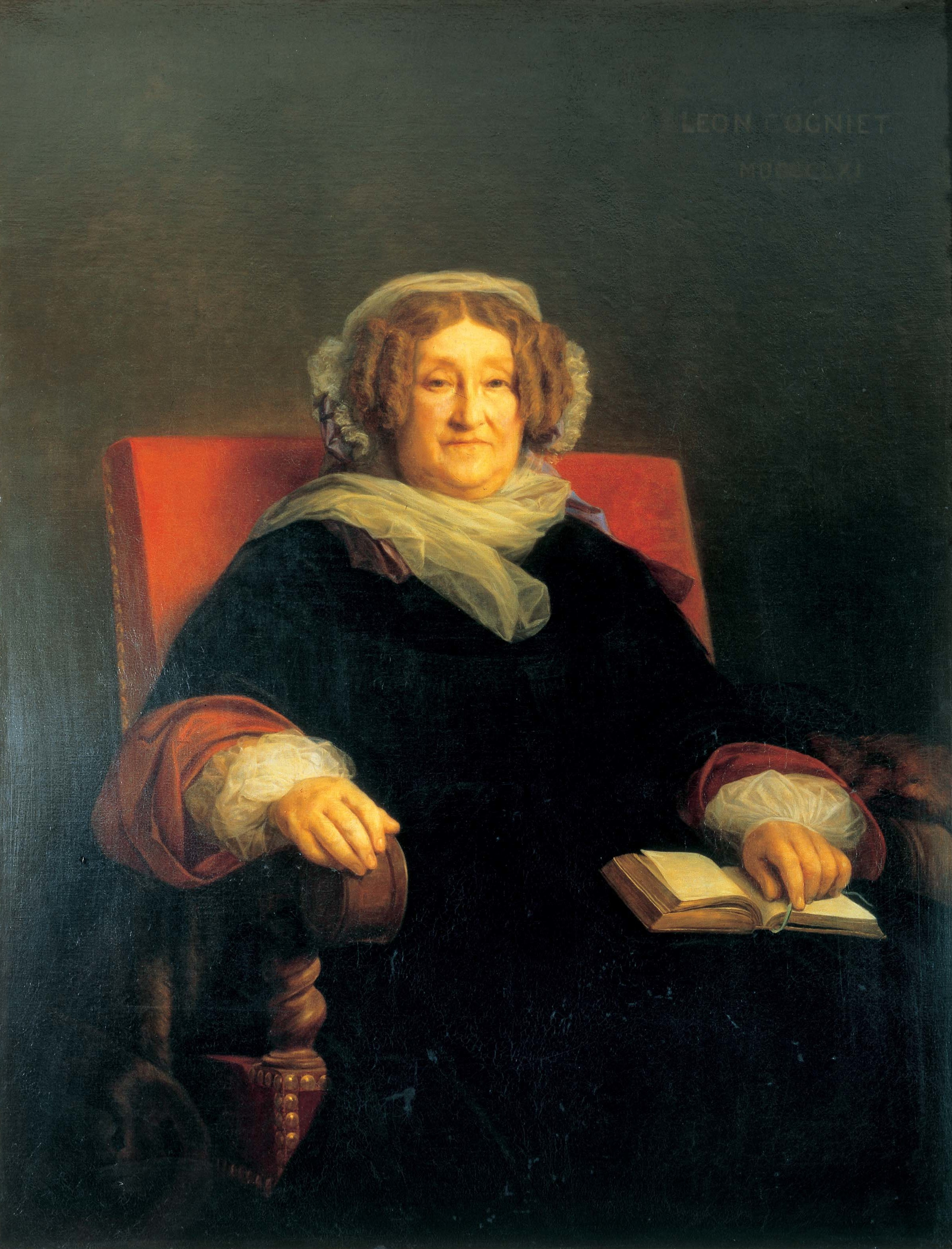
Porträtt av änkan Clicquot-Ponsardin, utfört av Léon Cogniet

Veuve Clicquot (franska för Änkan Clicquot) är en champagnetillverkare. På grund av etiketternas gula utförande är Gula Änkan i flera länder en vanlig beteckning på Veuve Clicquots champagner. I Sverige används beteckningen särskilt om den halvtorra (sec) champagnen. Internationellt är dock Veuve Clicquot i likhet med alla andra stora champagnehus fokuserat på torra (brut) champagner, som utgör huvuddelen av den totala produktionen.
Förutom sin standardchampagne Veuve Clicquot och motsvarande årgångschampagne, produceras prestigechampagnen La Grande Dame.

## Historik
Champagnehuset har sitt namn efter Barbe-Nicole Clicquot-Ponsardin som föddes 1777 och gifte sig 1798 med François Clicquot. François drev vid den tiden ett litet vinhus som hans far Philippe Clicquot-Murion hade grundat 1772. 1805 dog Francois hastigt i en febersjukdom och lämnade Nicole ensam med parets lilla dotter. Då Nicole, vid 27 års ålder, ärvde sin avlidne makes vinhus beslutade hon sig snabbt för att ta över hans affärer och att ägna all sin tid åt att fortsätta driva och utveckla champagnehuset. Madame Clicquot beskrivs ofta som den första moderna affärskvinnan. Efter sin makes död tog det henne endast fyra månader att finna skickliga medhjälpare, skrapa ihop kapital och grunda huset Veuve Clicquot Ponsardin.

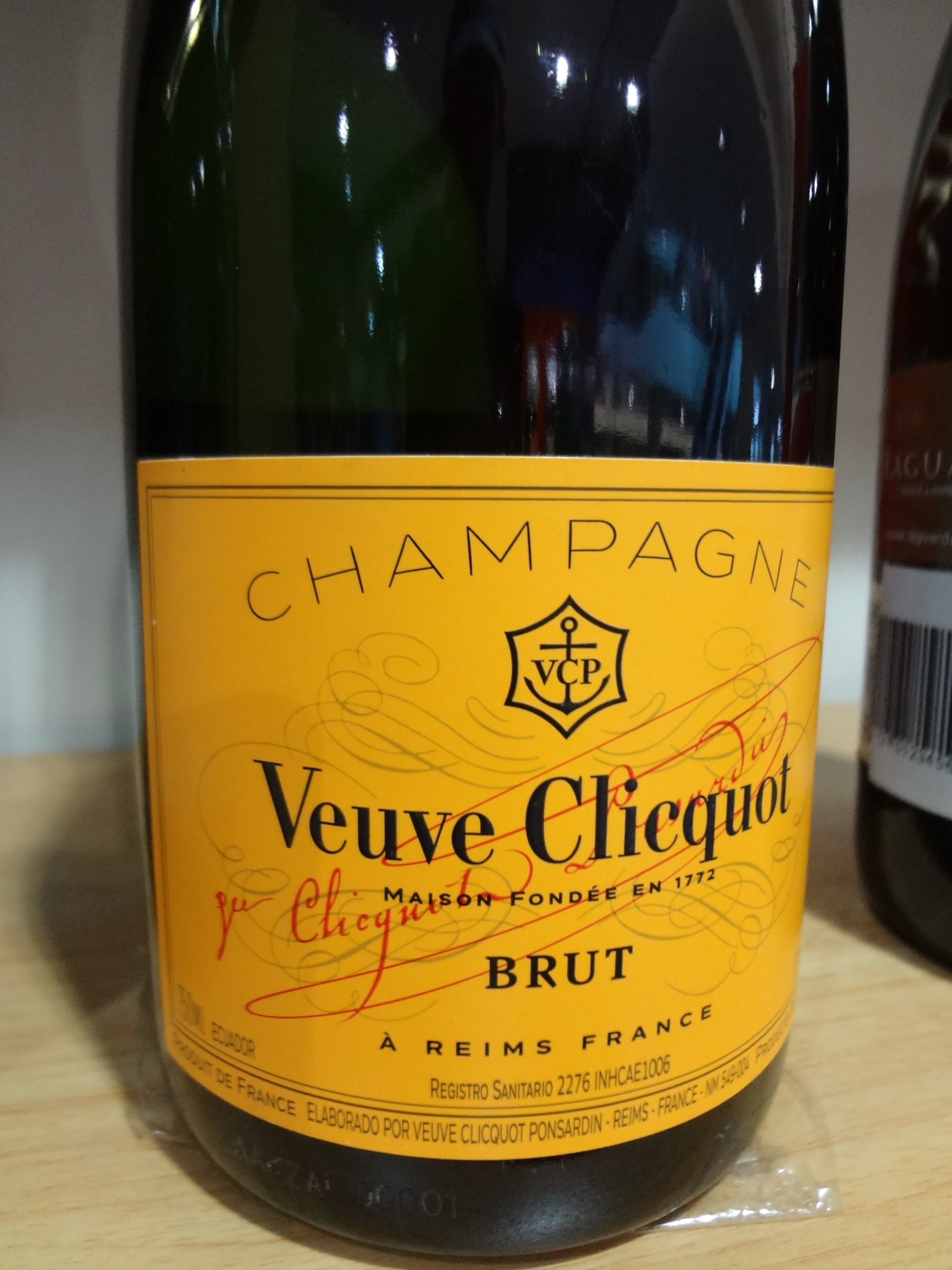

Veuve Clicquot ägs idag av LVMH.

## Veuve Clicquot Business Woman Award
Till minne av Madame Clicquot delas sedan 1972 årligen ut ett pris i för närvarande 17 olika länder till framgångsrika affärskvinnor. Priset benämns Prix Veuve Clicquot till Årets Affärskvinna eller Veuve Clicquot Business Woman Award.

### I Sverige
I Sverige har priset delats ut vartannat år sedan 1986. En jury utser pristagarinnan. I Sverige har priset främst getts till enskilda kvinnor som skapat och drivit upp ett eget och växande lönsamt företag med relativt hög omsättning och där affärskvinnan stått för nyskapande och kreativitet. Pristagare i Sverige sedan 1986:[källa behövs]
- 2009 Marlene Sandberg, Naty – ekologiska nedbrytbara blöjor på export, Nacka,
- 2007 Britt-Marie Stegs, Hälsingestintan – närproducerat kvalitetskött i Järvsö,
- 2006 Elby Kwok Drewsen, Lotus Travel och Scandinavian Perspecitves – Resebyrå på Kina Stockholm,
- 2003 Mai Persson, Medical Rubber - medicinteknik i Hörby,
- 2002 Anna Bråkenhielm, Strix Television – teveproduktionsbolag Stockholm,
- 2001 Marianne Nilson-Brismar, Atlet – Trycktillverkare i Mölnlycke,
- 1999 Vicky von der Lancken, Nöjeskontoret –teaterdirektör och Oscarsteatern,
- 1997 Margareta Barchan, Celemi - kunskapsspel i Malmö,
- 1995 Inga-Lisa Johansson, Daloc – ståldörrestillverkar Töreboda,
- 1993 Gudrun Sjödén, Gudrun Sjödén AB – klädestillverkare Stockholm,
- 1991 Kajsa Janson, Volvobil – Volvoåterförsäljare i Värmland,
- 1989 Birgitta Almstedt, Ekonomiinteriör – inredningsföretag Sollentuna,
- 1986 Kerstin Sirvell, VD på KabiGen.

Juryn som utser pristagarinnan varierar något över åren. År 2009 bestod juryn av: Alexandra Charles, Patrik Engellau, Gunvor Engström, Monica Renstig, Michael Storåkers, Mikael Schiller, Ebba von Sydow samt som ordförande Signhild Arnegård Hansen.[källa behövs]

## De äldsta flaskorna
I juli 2010 hittade en grupp dykare 168 flaskor champagne ifrån tidigt 1800-tal ombord på ett sjunket fartyg utanför Åland. Ett stort antal av flaskorna var fortfarande intakta och antas vara de äldsta fortfarande drickbara champagneflaskorna som någonsin påträffats. Flaskorna har ej gått att åldersbestämma exakt men då de antas vara producerade i början av 1800-talet innebär detta att de är äldre än den tidigare äldsta bevarade champagneflaskan, som hittades på den skotska ön Isle of Mull år 2008. 
Efter analys har flaskorna visats sig vara av tre märken, Veuve Clicquot, Pieper Heidsieck och det nedlagda märket Juglar. Flertalet flaskor planerades auktioneras ut av Ålands landskapsregering. 
Flaskorna hade bevarats tack vare mörkret, den låga temperaturen och trycket inifrån flaskorna som hindrat havsvatten från att tränga in. Varje flaska beräknas vara värd omkring en halv miljon kronor.